# Ion Nunweiller
Ion Nunweiller (ur. 9 stycznia 1936 w Piatra Neamț, zm. 3 lutego 2015 w Pitești) – rumuński piłkarz i trener.

## Życiorys
W latach 1956–1967 i 1970–1972 występował w barwach FC Dinamo Bukareszt, z którym zdobył pięć tytułów Mistrza Rumunii oraz trzy Puchary Rumunii. W latach 1967–1970 reprezentował klub Fenerbahçe SK.
Od 1972 trener piłkarski. Prowadził szereg zespołów, m.in.: w latach 1972–1973 i 1976–1979 FC Dinamo Bukareszt, 1984–1985 Corvinul Hunedoara, a w 1993 Ceahlăul Piatra Neamț.
W latach 1958–1967 występował w reprezentacji Rumunii, w której rozegrał 40 spotkań.